# Boaz Kiplagat Lalang
Boaz Kiplagat Lalang, född den 8 februari 1989, är en kenyansk friidrottare som tävlar i medeldistanslöpning.
Lalang deltog vid Olympiska sommarspelen 2008 där han misslyckades att ta sig till final på 800 meter trots en tredje plats i sin semifinal. Hans första internationella medalj vann han vid inomhus-VM 2010 i Doha då han blev silvermedaljör på 800 meter. 

## Personliga rekord
- 800 meter - 1.44,68 från 2008